# احمد حسان
احمد حسان (انگلیسی: Ahmed Hassan Taleb؛ زادهٔ ۲۹ مارس ۱۹۸۰) بازیکن فوتبال اهل بحرین بود.